# Opération Spencer
Pour les articles homonymes, voir Spencer.
Libération de la France (Seconde Guerre mondiale)
L’opération Spencer est une offensive alliée, sous commandement britannique, commencée le 29 août 1944 et terminée le 14 septembre qui avait pour but de gêner le repli des troupes allemandes du sud-ouest vers le nord-est de la France après la fin de la bataille de Normandie et le débarquement de Provence. Elle consista dans des opérations de harcèlement des troupes allemandes, auxquelles participèrent à cette opération 60 jeeps des SAS français lourdement armées, dans les départements de Loir-et-Cher, du Cher, de l’Indre et de l’Allier.

## Préparation
L'opération commença le 5 août à Locoal-Mendon dans le Morbihan, par la réception de 10 planeurs Waco contenant chacun une jeep et 3 SAS, ce qui augmentait considérablement la mobilité et la puissance de feu des parachutistes,,.
Le 21 août, l’instruction no 44 de la Brigade Special Air Service, commandée par le général de brigade Roddy Mc Leod, enjoint au 4e SAS français (devenu 2e régiment de chasseurs parachutistes), dont la mission en Bretagne est terminée, de se constituer en unités mobiles d’attaque avec pour mission de harceler et de causer le maximum de pertes aux troupes allemandes refluant du sud-ouest vers le nord-est. Il s’agit aussi de protéger le flanc sud de l'armée du général George Patton. 
Ces unités doivent longer la rive nord de la Loire vers l’est et traverser le fleuve à Tours ou Blois pour prendre l’axe Vierzon, Bourges. Arrivées à Bourges, leur but sera de harceler l’ennemi sur les routes aboutissant à la Loire entre Moulins et Gien. Les opérations doivent se cantonner aux départements de Loir-et-Cher, du Cher, de l’Indre et de l’Allier.

## Déroulement
Le 29 août 1944, un premier groupe d’hommes part de Vannes et prend la direction de Briare. L’avance se fait rapidement. Le lendemain, alors que ces combattants arrivent à Briare et se dirigent vers Sancerre et Pouilly-sur-Loire, trois autres groupes partent de Vannes. Le 31, ces derniers arrivent à leur tour à Briare tandis que deux derniers groupes partent de Bretagne.
Peu informés sur la situation locale de la Résistance, ils se déplacent très aisément sur la rive nord de la Loire grâce à leurs jeeps. Le premier peloton de jeeps armées de mitrailleuses Vickers, commandé par René Lesecq, arrive le 31 août à Sancerre. Les SAS français, sur l’ordre de l’officier de liaison américain de l’armée Patton, font sauter le pont de Saint-Thibault-sur-Loire sur la Loire, le 1er septembre 1944, alors que celui-ci était surveillé par un groupe de résistants locaux. 
Ces unités mobiles d’attaque se distinguent dans des embuscades dans la région de Sancerre et de La Charité-sur-Loire contre un ennemi puissant, soutenu par des chars Tigre et Panther. Un premier accrochage a lieu près de Menetou-Râtel où un convoi allemand est attaqué et laisse huit morts sur le terrain. Le lendemain, un affrontement plus sérieux se joue entre un groupe SAS et l’ennemi pour la possession du village de Pouilly-sur-Loire.
Trois unités SAS se préparent, le 3 septembre, à franchir la Loire pour gagner la rive sud et harceler les Allemands.
La première unité traverse à Briare et attaque, le 4 septembre, une colonne de 250 hommes aux Aix-d'Angillon faisant dix-huit tués, seize prisonniers du côté ennemi et libérant la ville. La garnison allemande de Bourges qui croit à une attaque alliée de grande envergure commence l’évacuation de la cité. La deuxième prend position aux Epsailles, à 10 km au sud-ouest de Sancerre. La troisième est celle qui se trouve en prise directe avec la colonne Elster dans le département de l’Indre. 

### Chronologie des événements
- Lundi 4 septembre :
  - Le 3e escadron (12 jeeps armées, chacune avec trois hommes à leur bord) part à 5 heures pour Presly. Arrivé à 11 heures, le PC de l'escadron s’installe à Crépins. Au cours de l’après-midi, il prend contact avec les FFI locaux et tend plusieurs embuscades sur les routes Vierzon - Châteauroux, Vierzon - Issoudun, Vierzon - Bourges, La Chapelle-d'Angillon - Bourges. Par ailleurs, sur les informations fournies par l’équipe Jedburgh Hugh qui opère dans la région, les colonnes allemandes subissent de très violents bombardements. Les pertes sont nombreuses tant en hommes qu’en matériel.

- Mardi 5 septembre :
  - Patrouilles des SAS du sous-lieutenant Taylor, en direction de Tours, sud du Cher.
  - Patrouilles des SAS du sous-lieutenant Nicol au sud du Cher et du capitaine Puech-Samson (futur commandant du 4e SAS) vers Blois.
  - Les jeeps armées des sous-lieutenants Fauquet et Raufast tendent des embuscades sur les routes Issoudun - Chârost.

- Mercredi 6 septembre :
  - Embuscades des jeeps de Nicol sur la route d'Issoudun - Mareuil. Lors de la mise en place, le groupe de Nicol attaque un groupe allemand à 17 heures près de Mareuil, le sergent Valentin est blessé. Au cours de la nuit, il attaque deux camions ennemis.
  - Embuscade de Taylor sur la route Issoudun - Châteauroux : il rencontre un convoi de 40 véhicules après la libération d’Issoudun. L’action dure 30 minutes et le convoi allemand est stoppé de 21 h 30 à 7 h. Les SAS atteignent Issoudun, et font partir un message de la sous-préfecture d’Issoudun, qui est transmis au haut-commandement allié par la radio du réseau SOE Marie-WRESTLER (réseau dirigé par Pearl Witherington, alias Pauline) : « Demandons urgence bombardement route Châteauroux et Issoudun, par suite présence convois allemands estimés à 20 000 hommes stop - prendre précautions aux agglomérations - stop convois acheminés les 6, 7 et 8 septembre ».

- Jeudi 7 septembre :
  - Taylor se heurte à deux compagnies cyclistes : cent tués.
  - Lalanne attaque et détruit un groupe de vingt Allemands environ.
  - Fauquet fait mouvement et tend une embuscade sur la route Issoudun - Mareuil, sans résultat.
  - Raufast patrouille sur la route Chârost - Mareuil sans résultat[8].
  - Les avions alliés arrivent sur la route Issoudun - Châteauroux, bombardent la route à 16 h 30, puis à 20 h : trois cents à quatre cents Allemands sont tués ou blessés, près de 300 chevaux morts et 70 véhicules hors d’usage.
  - Le même jour, un autre message diffusé à Londres et aux états-majors départementaux voisins signale la présence de 70 000 Allemands dans les régions suivantes :
    1. axe Nevers, Pougues-les-Eaux, La Charité-sur-Loire : 10 000 hommes (artillerie) ;
    2. axe Château-Chinon, Autun, Saulieu : 12 000 à 15 000 hommes (motorisés et infanterie alpine) ;
    3. axe Clamecy, Avallon, Corbigny : 20 000 hommes (motorisés, infanterie, DCA) ;
    4. axe Decize, Bourbon-Lancy : 10 000 hommes (infanterie) ;
    5. axe Bourges, Nevers, Moulins : 15 000 hommes (Infanterie, 3/4 hippomobile et 1/4 motorisée) ;
    6. axe Vesoul, Lure, Belfort : 10 000 à 15 000 hommes dont des Waffen-SS.

  - Les unités de la poche Bourges, Nevers, Avallon remontent vers Belfort. Autour de cette dernière ville se trouve beaucoup d’artillerie lourde. Une tranchée est en cours de construction, près de Belfort, et la DCA se trouve entre Altkirch et Mulhouse.

- Vendredi 8 septembre :
  - Des messages complémentaires sont envoyés, particulièrement intéressants : « Des avions allemands parachutent de l’essence aux unités motorisées ainsi que des vêtements civils : vêtements gris avec rayures vertes (vestes et pantalons sans gilet), chaussures jaunes ainsi que vêtements marron avec des rayures bleues, genre sport. Béret basque ; un bouton de veste est muni d’une boussole ». De nombreux officiers supérieurs allemands prennent la direction de Dijon, en tenue civile, dans des autos avec fanions à croix de Lorraine, et munis de fausses cartes d’identité[9].